# غواصة يو بي-33
يو بي-33 غواصة ألمانية من فئة يو بي2 خدمت في البحرية الإمبراطورية الألمانية خلال الحرب العالمية الأولى. تم طلب الغواصة في 22 يوليو 1915 وتم إطلاقها في 5 ديسمبر 1915. تم تكليفها في البحرية الإمبراطورية الألمانية في 22 أبريل 1916 باسم يو بي-33.